# Королівська кобра
Королівська кобра (Ophiophagus hannah) — єдиний вид роду Ophiophagus родини аспідові.

## Опис
Королівська кобра досягає розмірів 3—4 м. Найдовша відома особина має довжину 5,85 м.
На голові за потиличними щитками розташовані напівкільцем ще 6 великих щитків. Колір шкіри жовто-зелений з чорними косопоперечними кільцями. Язик чорний. Очі золотисті з овальними зіницями. Молодь королівської кобри має яскравіший колір.
Особини королівської кобри статево диморфічні: самці більші за розміром та мають більш блідий колір, особливо у сезон спарювання.

## Розповсюдження
Королівська кобра мешкає в Індії на південь від Гімалаїв, південному Китаї, Індокитаї, півострові Малакка, Великих Зондських островах до острова Балі, Філіппінах.

## Спосіб життя
Водиться у лісових з густим підліском місцевостях. Добре лазить деревами, а також гарно плаває. При цьому більшу частину життя королівська кобра проводить на землі. Веде денний спосіб життя. 
Линяння у королівської кобри відбувається 4—6 разів на рік, триває до 10 днів. 

### Харчування
Харчується здебільшого зміями як вужоподібними, так й отруйними, серед яких крайти, прикрашені аспіди, кобри, інколи великі ящірки. Через повільний метаболізм, живиться раз на декілька місяців.

### Розмноження
Королівська кобра — яйцекладна змія. Перед відкладанням яєць будує гніздо з листя (пізній березень-травень), куди відкладає 10—40 яєць. Гнізда розташовані при основі дерев. Центр висотою в 55 см, ширина основи — 140 см. Інкубаційний період яєць — 70—105 днів.
Отрута молодих королівських кобр настільки ж небезпечна, як і дорослих. Дитинчата можуть мати яскраве забарвлення, котре стає менш насичене з віком.
Середня тривалість життя — 20 років.

### Захист
Королівська кобра не агресивна. Зазвичай уникає людей, але може захищати свою територію та кладку. Коли налякана, підіймає верхню частину тіла, розкриває каптур, показує ікла і голосно шипить. Шипіння відбувається на частотах нижче за 5,500 Гц.
Королівську кобру можуть налякати різкі рухи. Вона здатна залишити кілька укусів за один напад.

## Отрута
Отрута містить цитотоксини та нейротоксини. Отрута впливає на центральну нервову систему жертви, що призводить до сильного болю, порушення зору, координації та паралічу. Якщо отруєння серйозне, жертва впадає в кому через колапс серцево-судинної системи. Смерть настає через дихальну недостатність. Жертва може померти через 30 хвилин після отруєння.
Для порятунку жертви потрібно ввести велику кількість антитоксину. Не всі укуси королівської кобри є фатальними.